# Emma Carney
Pour les articles homonymes, voir Carney.
Emma Elizabeth Carney est une triathlète australienne née le 29 juillet 1971 à Bourne End (Buckinghamshire) en Angleterre, double championne du monde de triathlon (1994 et 1997).

## Biographie
Emma Carney a gagné au cours de sa carrière dix-neuf épreuves de Coupe du monde (Derry San-Sébastien Drummondville Cleveland et Sydney 1995, Ishigaki Gamagori Paris Drummondville Hamilton Auckland et Sydney 1996, Ishigaki Auckland Gamagori Tiszaujvaros Hamilton et Sydney 1997, Ishigaki 1998), ce qui la met en 2014 au deuxième rang derrière la Portugaise Vanessa Fernandes.
Son compatriote et champion du monde Chris McCormack dit d'elle : « Emma est dure ». En se référant à ses très longes séances d'entrainement à fortes intensités et à son extrême combativité face à la concurrence.
Elle est contrainte d’arrêter sa carrière professionnelle en 2004 après avoir subi un arrêt cardiaque au Canada. Elle est diagnostiquée avec une tachycardie ventriculaire, condition potentiellement mortelle qui pousse le cœur à battre trop vite et hors de contrôle, généralement à haute intensité lors d'exercice en anaérobie. Les médecins ont éprouvé des difficultés à diagnostiquer son état en partie parce que la fréquence cardiaque au repos d'Emma Carney pendant son sommeil, n'était que 21 battements par minute (bpm). En octobre 2004 les chirurgiens implante un défibrillateur (DAI) dans son ventricule droit. Elle dira plus tard : « J'ai toujours couru si fort que peut-être cela a contribué à endommager mon cœur. Cela dit, je n'étais probablement pas en mesure d'aborder les choses différemment […] En compétition c'est tout ou rien ».

## Palmarès
Le tableau présente les résultats les plus significatifs (podium) obtenus sur le circuit international de triathlon depuis 1994,.
| Année | Compétition                         | Pays        | Position | Temps           |
| ----- | ----------------------------------- | ----------- | -------- | --------------- |
| 2003  | Triathlon de Londres                | Royaume-Uni |          | 2 h 2 min 30 s  |
| 2000  | Ironman 70.3 Canberra               | Australie   |          | 4 h 21 min 2 s  |
| 2000  | Noosa Triathlon                     | Australie   |          | 2 h 1 min 6 s   |
| 1999  | Championnat du monde                | Canada      |          | 1 h 56 min 19 s |
| 1999  | Championnat du monde de duathlon    | États-Unis  |          | 1 h 56 min 52 s |
| 1998  | Coupe du monde - Classement Général |             |          |                 |
| 1997  | Championnat du monde                | Australie   |          | 1 h 59 min 22 s |
| 1997  | Coupe du monde - Classement Général |             |          |                 |
| 1996  | Championnat du monde                | États-Unis  |          | 1 h 51 min 43 s |
| 1996  | Coupe du monde - Classement Général |             |          |                 |
| 1995  | Coupe du monde - Classement Général |             |          |                 |
| 1994  | Championnat du monde                | Royaume-Uni |          | 2 h 3 min 18 s  |